# アレクサンダー・ダラス (海軍士官)

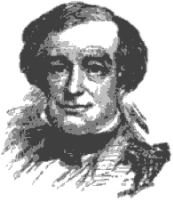
アレクサンダー・ダラス (海軍士官)

アレクサンダー・ジェイムズ・ダラス（Alexander James Dallas, 1791年5月15日 - 1844年6月3日）は、1812年の米英戦争で軍務に就いたアメリカ合衆国海軍士官。
1791年、ダラスはペンシルベニア州フィラデルフィアにおいてアメリカ合衆国財務長官アレクサンダー・ダラスの息子として生まれた。その後、アメリカ合衆国海軍に所属し、1812年の米英戦争ではアメリカ合衆国海軍士官として軍務に就いた。1815年にアルジェリアの首都アルジェでの軍事活動に参加し、その後は西インド諸島での海賊取り締まり活動を行った。
1832年、ダラスはペンサコラ海軍造船所を設立した。そして1843年まで指揮を執り、第二次セミノール戦争に参加した。
フロリダ州フォート・ダラスおよびアメリカ合衆国海軍の駆逐艦ダラスは、ダラスにちなんで名づけられた。